# Quelqu'un a-t-il vu ma gamine ?
Pour plus de détails, voir Fiche technique et Distribution.
Quelqu'un a-t-il vu ma gamine ? (Kto-nibud videl moiou devtchonku ?, Кто-нибудь видел мою девчонку?) est un film russe réalisé par Angelina Nikonova, sorti en 2021,,.

## Fiche technique
- Titre français : Quelqu'un a-t-il vu ma gamine ?[4]
- Titre original : Kto-nibud videl moiou devtchonku ?, Кто-нибудь видел мою девчонку?
- Photographie : Gorka Gomez Andreou
- Musique : Artiom Ivanov
- Décors : Savva Saveliev, Regina Khomskaia
- Montage : Natalia Kutcherenko